# Lille Torøje
Lille Torøje (tidligere også stavet Lille Taarøje) er en landsby på Sydsjælland i Smerup Sogn mellem Faxe Ladeplads og Rødvig i Faxe Kommune i Region Sjælland.
Landsbyen blev anlagt 1767-69 som en udflytning fra Store Torøje, og blev udskiftet i 1813. I 1912 fik byen forsamlingshus.
Nord for byen er en høj, Hyllehøj, (18 meter), en overpløjet gravhøj, formentlig afgravet og udjævnet cirka 1830-40.